# Talbot Memorial híd
A Talbot Memorial híd (írül Droichead Cuimhneacháin an Talbóidigh) egy közúti híd, mely Dublinban ível át a Liffey fölött. A híd építését 1978-ban fejezték be, mely ma a Custom House északi rakpartját köti össze a déli városi rakparttal.
Nevét az antialkoholista mozgalom egyik aktivistájáról, Matt Talbotról kapta, akinek a szobra a híd déli végénél áll.
A 22 méter széles hidat a De Leuw, Chadwick and O’hEocha Consulting Engineers tervei alapján készítették.
A hídneve Matt Talbot-ról kapta. 